# Hudson Bay (Walibi Holland)
Hudson Bay was een schommelschip in Attractiepark Walibi Holland in Biddinghuizen. Hudson Bay was een van de attracties waarmee het park in 1994 opende. In de winterstop van 2015/2016 werd het schip uit het park verwijderd vanwege de bouw van Lost Gravity. Het schip is verkocht aan Hennie van der Most en staat inmiddels gereviseerd in het (nog gesloten) Attractiepark Rotterdam
Hudson Bay werd gebouwd door Fabbri Group, een Italiaanse attractiebouwer.
Om het schommelschip te mogen betreden diende men minimaal 130 cm groot te zijn. Er waren aan elke kant vier rijen, en het park vroeg om daar met maximaal 5 personen plaats te nemen. Zo is de maximale capaciteit van dit schip 40 personen. De theoretische capaciteit per uur van de attractie werd geschat op 640 personen.
Tijdens de rit reikte het schip aan de uiteinden tot 13 à 14 meter boven de grond. Al schommelend bereikte het schip een maximale snelheid van 50 kilometer per uur; de maximale g-kracht die een bezoeker in de attractie ervaarde, was 1,5.
Afbeeldingen · Lijst van attracties